# The Yeezus Tour
A The Yeezus Tour Kanye West amerikai rapper turnéja volt, hatodik stúdióalbumának, a Yeezus (2013) népszerűsítésére. Öt év után ez volt West első szóló turnéja. Kendrick Lamar, A Tribe Called Quest, Travis Scott és Pusha T voltak a turné vendégszereplői. Első szakasza 2013 második legtöbb bevételt hozó szakasza volt, Paul McCartney Out There! Tour turnéja mögött. 2013 legsikeresebb hiphop koncertturnéja volt, 31.8 millió dollár bevétellel, 33 koncertből.

## Háttér
Mike Dean, a Yeezus (2013) producere elmondta, hogy West tervez egy turnét az album népszerűsítésére és, hogy ő lesz a producer a koncertek során. 2013. szeptember 6-án West Twitteren kiírta a "TOUR" (angolul: turné) szót, a turné poszterével együtt. Az összes Észak-Amerikai koncertre West weboldalán lehetett jegyet venni.
Kendrick Lamar volt a turné nagy részén a nyitóelőadó, amely koncerteken nem tudott részt venni, más vendégelőadók vették át a helyén. A 2013. október 25-i koncerten Pusha T lépett fel a koncert előtt. 2013. október 15-én bejelentették, hogy a New York-i koncertekből kettőn az A Tribe Called Quest fog fellépni Kendrick Lamar helyett. Ezt úgy hirdették, mint az együttes utolsó két koncertje, ami végül nem volt igaz, mert két évvel később újraalakultak.

## Színpad és eszközök

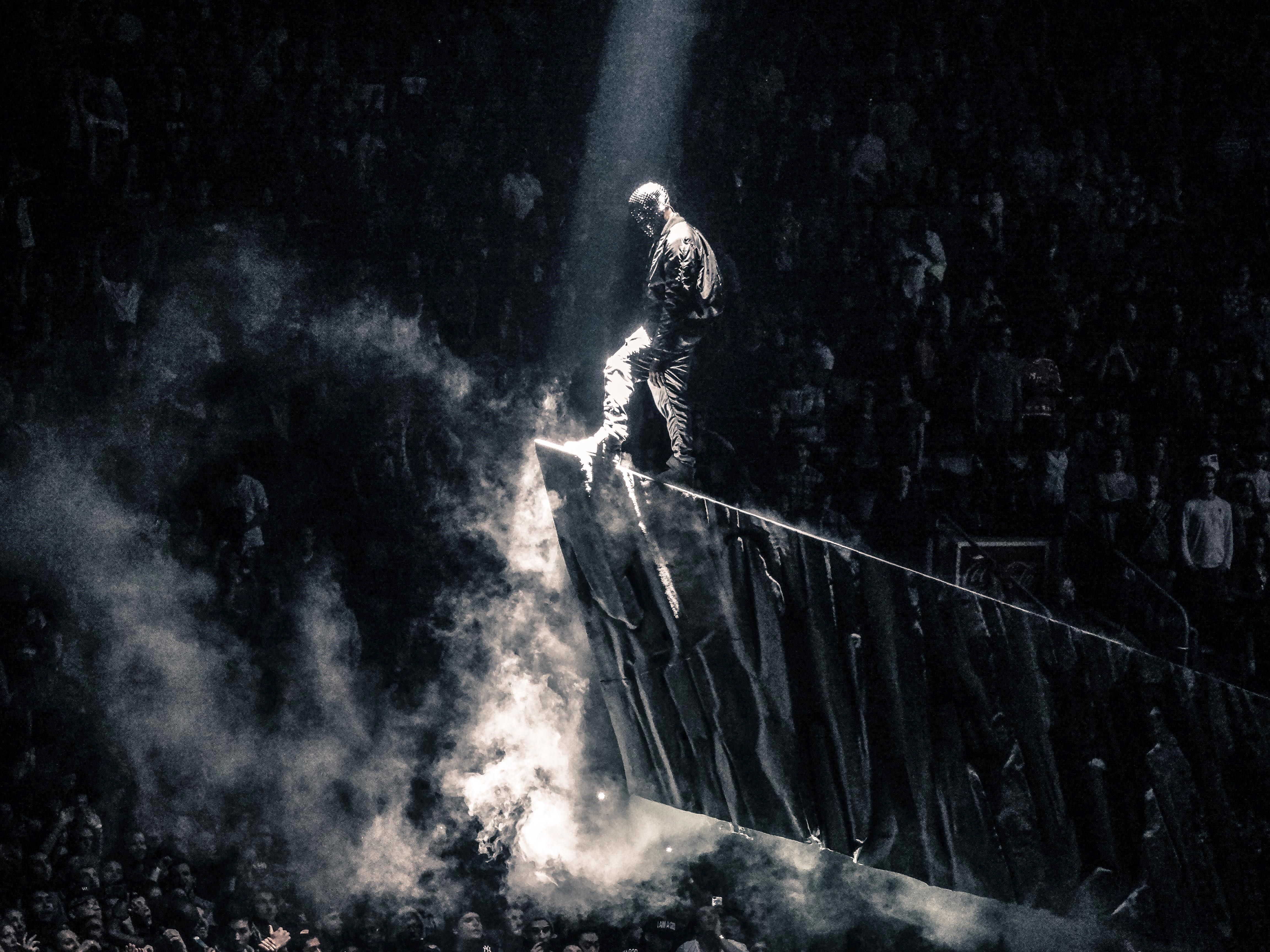
West a Mount Yeezus tetején, a torontói koncerten.

West azt mondta, hogy a The Yeezus Tour ötlete akkor született meg, mikor a világ végére gondolt; robbantások, tűz, hegyek, maszkos lények, élőlények és Jézus mind megjelentek a koncert közben. Maison Martin Margiela és West tervezték a ruházatokat. A használt színpad egy divatbemutatók alatt használt kifutóra hasonlít, amely West szerint részben A szent hegy (1973) film által van inspirálva, mint a bibliai megváltás története. Ez látható a színpad egyik legnagyobb elemén, amely a 15 méter magas Mount Yeezus hegy, amely vulkánná is át tud változni. A hegy lábánál található egy második színpad, amely felemelkedett a főszínpadhoz és háromszög alakja volt. A megváltás téma részeként öt részre volt osztva a koncert: Fighting, Rising, Falling, Searching és Finding, amelynek részeként 12 női táncos lép fel. A Mount Yeezus fölött látható volt egy 18 méter átmérőjű LED kijelző, egy DONDA által készített hangrendszerrel.

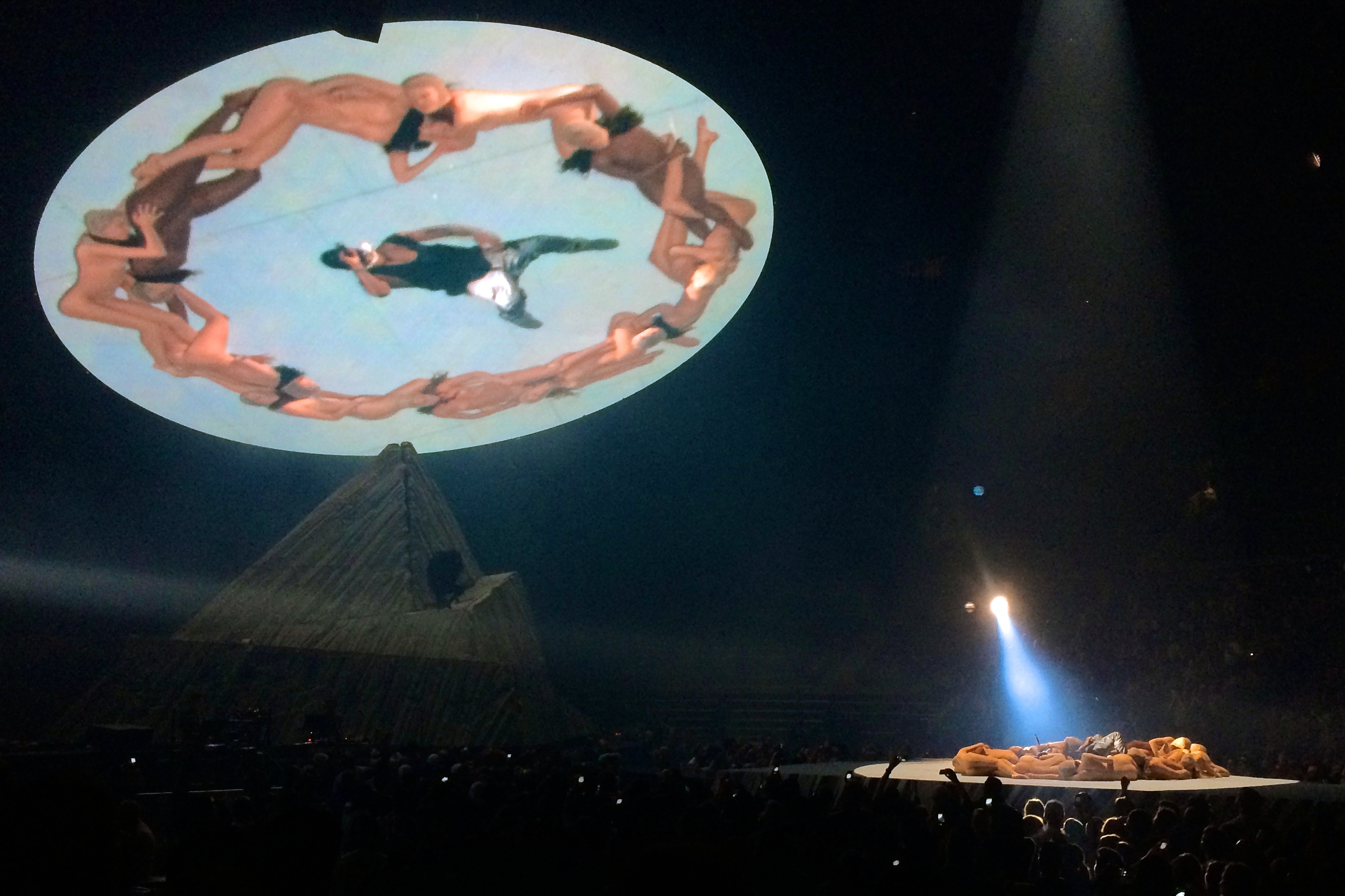
West a háromszög alakú színpadon fekve, körülvéve táncosokkal, amely mind látható a Mount Yeezus felett lévő LED kijelzön.

2013. október 30-án, a vancouveri koncert előtt a kamion, amely cipelte a kijelzőket és az eszközöket, egy autóbalesetben volt, amelynek következtében a felszerelés totálkáros lett. A Def Jam a következő közleményt adta ki:
Ez a felszerelés kulcsfontosságú a The Yeezus Tour létrehozásához, és központi szerepet játszik a Kanye West és DONDA design csapata által létrehozott kreatív elképzelésben. Ezen esemény eredményeként, lehetetlen, hogy a koncerteket folytassuk, így a The Yeezus Tour turnét elhalasztjuk, amíg ezeket a kulcsfontosságú elemeket újra összerakjuk és újra létrehozzuk. Kanye West nem fog kompromisszumokat találni, hogy rajongóinak elhozhassa a műsorát, ahogy azt eredetileg kitalálta és megtervezte. A vancouveri, a denveri és a minneapolisi koncerteket elhalasztottuk.
A turné 2013. november 16-án kezdődött újra, a philadelphiai Wells Fargo Centerben. A kihagyott chicagói és detroiti koncerteket áthelyezték, míg a többit lemondták. 2014. január 7-én West 9 új helyszínt adott a turnéhoz, amely február 13-án kezdődött és 10 nappal később ért véget, New Yorkban.
2014 februárjában bejelentették az ausztráliai szakaszt is, amely május 2-án kezdődött volna Perthben. Április elején West elhalasztotta az szakaszt szeptemberig, hogy befejezhesse hetedik stúdióalbumát, a The Life of Pablo-t. Az Észak-Amerikaihoz képest minimalista volt a turné.

## Számlista

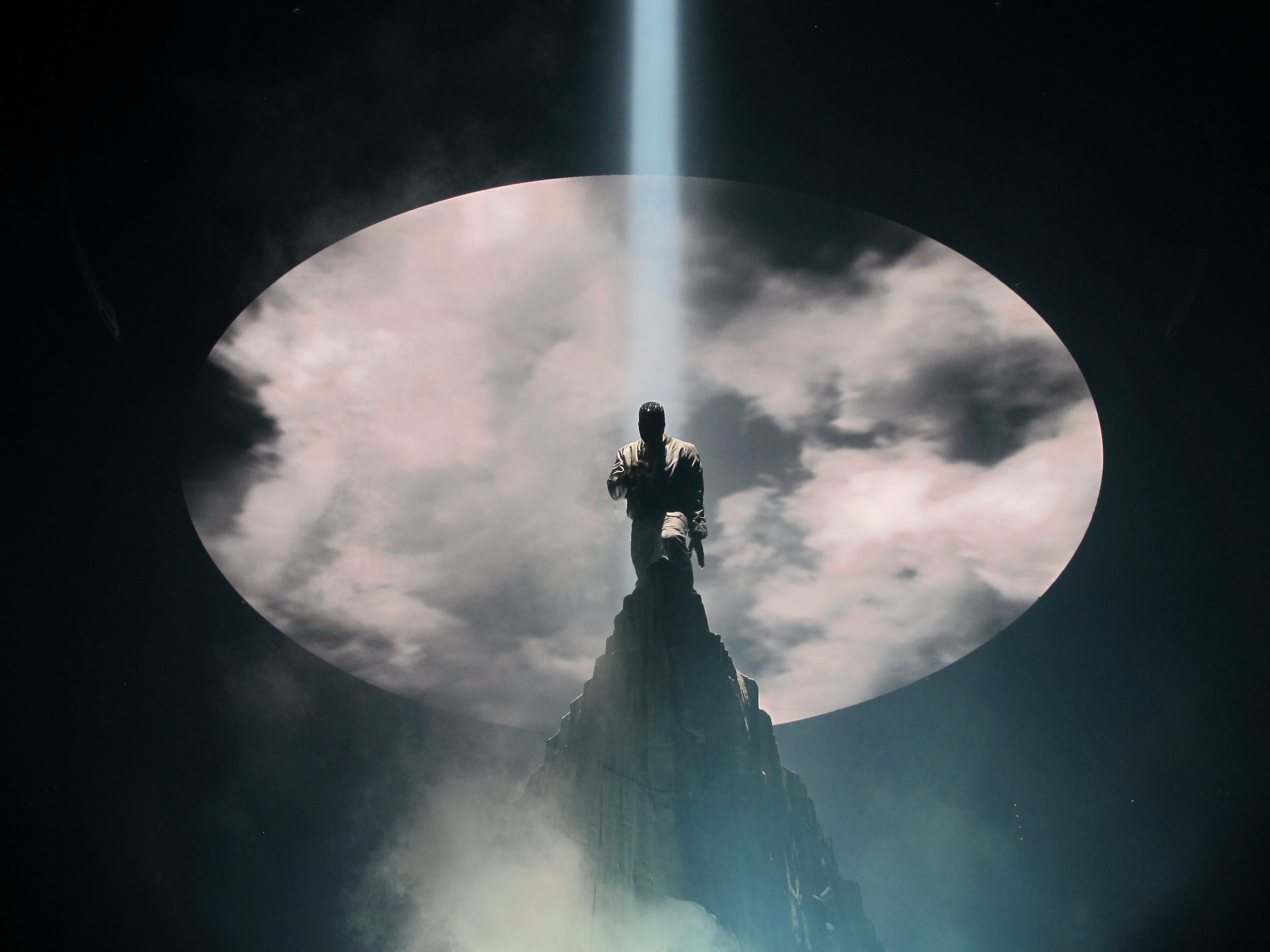
West a Mount Yeezus csúcsán, a Verizon Centerben, egy LED kijelző előtt.

A turné koncertjeit öt részre osztották fel, a Fighting, a Rising, a Falling, a Searching és a Finding szakaszokra. Ez alatt a Yeezus összes dalát előadta, néhány slágerével kiegészítve.

### Fighting
1. On Sight
2. New Slaves
3. Send It Up
4. Mercy

### Rising
1. Power
2. Cold
3. I Don't Like
4. Clique
5. Black Skinhead
6. I Am a God
7. Can't Tell Me Nothing (Remix)
8. Coldest Winter

### Falling
1. Hold My Liquor
2. I'm In It
3. Guilt Trip
4. Heartless
5. Blood on the Leaves

### Searching
1. Lost in the World
2. Runaway
3. Street Lights

### Finding
1. Stronger
2. Through the Wire
3. Jesus Walks
4. Diamonds From Sierra Leone
5. Flashing Lights
6. All of the Lights
7. Good Life
8. Bound 2

## Koncertek

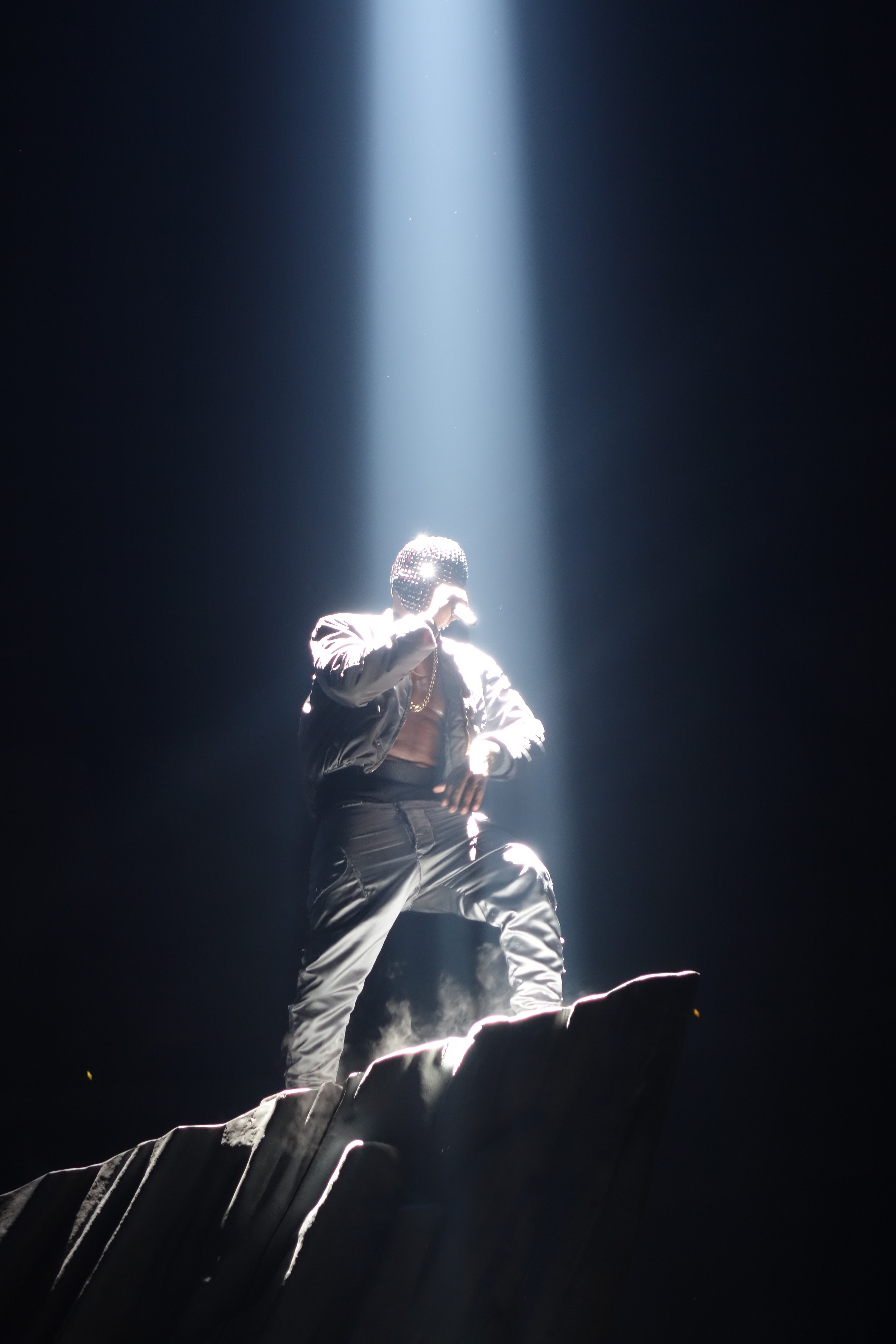
West a chicagói United Centerben.

| Dátum                | Város            | Ország           | Helyszín                          | Nyitóelőadó                      | Közönség        | Bevétel       |
| Észak-Amerika        | Észak-Amerika    | Észak-Amerika    | Észak-Amerika                     | Észak-Amerika                    | Észak-Amerika   | Észak-Amerika |
| -------------------- | ---------------- | ---------------- | --------------------------------- | -------------------------------- | --------------- | ------------- |
| 2013. október 19.    | Seattle          | Egyesült Államok | KeyArena                          | Kendrick Lamar                   | Ismeretlen      | Ismeretlen    |
| 2013. október 22.    | San José         | Egyesült Államok | SAP Center                        | Kendrick Lamar E-40              | 10,557 / 10,557 | $670,603      |
| 2013. október 23.    | Oakland          | Egyesült Államok | Oracle Arena                      | Kendrick Lamar                   | Ismeretlen      | Ismeretlen    |
| 2013. október 25.    | Las Vegas        | Egyesült Államok | MGM Grand Garden Arena            | Pusha TTravis Scott              | 10,183 / 10,183 | $748,055      |
| 2013. október 26.    | Los Angeles      | Egyesült Államok | Staples Center                    | Kendrick Lamar                   | 28,332 / 28,332 | $2,875,505    |
| 2013. október 28.    | Los Angeles      | Egyesült Államok | Staples Center                    | Kendrick Lamar                   | 28,332 / 28,332 | $2,875,505    |
| 2013. november 16.   | Philadelphia     | Egyesült Államok | Wells Fargo Center                | Kendrick Lamar                   | Ismeretlen      | Ismeretlen    |
| 2013. november 17.   | Boston           | Egyesült Államok | TD Garden                         | Kendrick Lamar                   | Ismeretlen      | Ismeretlen    |
| 2013. november 19.   | Brooklyn         | Egyesült Államok | Barclays Center                   | Kendrick Lamar                   | 25,062 / 25,062 | $2,349,202    |
| 2013. november 20.   | Brooklyn         | Egyesült Államok | Barclays Center                   | A Tribe Called QuestBusta Rhymes | 25,062 / 25,062 | $2,349,202    |
| 2013. november 21.   | Washington, D.C. | Egyesült Államok | Verizon Center                    | Kendrick Lamar                   | Ismeretlen      | Ismeretlen    |
| 2013. november 23.   | New York City    | Egyesült Államok | Madison Square Garden             | Kendrick Lamar                   | Ismeretlen      | Ismeretlen    |
| 2013. november 24.   | New York City    | Egyesült Államok | Madison Square Garden             | A Tribe Called Quest             | Ismeretlen      | Ismeretlen    |
| 2013. november 27.   | Nashville        | Egyesült Államok | Bridgestone Arena                 | Kendrick Lamar                   | Ismeretlen      | Ismeretlen    |
| 2013. november 29.   | Miami            | Egyesült Államok | American Airlines Arena           | Kendrick Lamar                   | Ismeretlen      | Ismeretlen    |
| 2013. november 30.   | Tampa            | Egyesült Államok | Tampa Bay Times Forum             | Kendrick Lamar                   | Ismeretlen      | Ismeretlen    |
| 2013. december 1.    | Atlanta          | Egyesült Államok | Philips Arena                     | Kendrick Lamar                   | Ismeretlen      | Ismeretlen    |
| 2013. december 2.    | St. Louis        | Egyesült Államok | Enterprise Center                 | Kendrick Lamar                   | Ismeretlen      | Ismeretlen    |
| 2013. december 3.    | Kansas City      | Egyesült Államok | Sprint Center                     | Kendrick Lamar                   | Ismeretlen      | Ismeretlen    |
| 2013. december 5.    | New Orleans      | Egyesült Államok | New Orleans Arena                 | Kendrick Lamar                   | Ismeretlen      | Ismeretlen    |
| 2013. december 6.    | Dallas           | Egyesült Államok | American Airlines Center          | Kendrick Lamar                   | Ismeretlen      | Ismeretlen    |
| 2013. december 7.    | Houston          | Egyesült Államok | Toyota Center                     | Kendrick Lamar                   | Ismeretlen      | Ismeretlen    |
| 2013. december 8.    | San Antonio      | Egyesült Államok | AT&T Center                       | Kendrick Lamar                   | Ismeretlen      | Ismeretlen    |
| 2013. december 10.   | Phoenix          | Egyesült Államok | US Airways Center                 | Kendrick Lamar                   | Ismeretlen      | Ismeretlen    |
| 2013. december 13.   | Anaheim          | Egyesült Államok | Honda Center                      | Kendrick Lamar                   | 12,503 / 12,503 | $940,846      |
| 2013. december 17.   | Chicago          | Egyesült Államok | United Center                     | Kendrick Lamar                   | 30,010 / 30,010 | $2,687,476    |
| 2013. december 18.   | Chicago          | Egyesült Államok | United Center                     | Kendrick Lamar                   | 30,010 / 30,010 | $2,687,476    |
| 2013. december 19.   | Auburn Hills     | Egyesült Államok | The Palace of Auburn Hills        | Kendrick Lamar                   | 11,228 / 11,228 | $832,947      |
| 2013. december 22.   | Toronto          | Kanada           | Air Canada Centre                 | Nem volt                         | Ismeretlen      | Ismeretlen    |
| 2013. december 23.   | Toronto          | Kanada           | Air Canada Centre                 | Kendrick LamarDrake              | Ismeretlen      | Ismeretlen    |
| 2014. február 13.    | University Park  | Egyesült Államok | Bryce Jordan Center               | Nem volt                         | Ismeretlen      | Ismeretlen    |
| 2014. február 14.    | Baltimore        | Egyesült Államok | 1st Mariner Arena                 | Nem volt                         | Ismeretlen      | Ismeretlen    |
| 2014. február 15.    | Newark           | Egyesült Államok | Prudential Center                 | Nem volt                         | Ismeretlen      | Ismeretlen    |
| 2014. február 17.    | Montréal         | Kanada           | Bell Centre                       | Nem volt                         | 6,173 / 7,437   | $504,130      |
| 2014. február 18.    | Hamilton         | Kanada           | Copps Coliseum                    | Nem volt                         | Ismeretlen      | Ismeretlen    |
| 2014. február 19.    | Albany           | Egyesült Államok | Times Union Center                | Nem volt                         | Ismeretlen      | Ismeretlen    |
| 2014. február 21.    | Uncasville       | Egyesült Államok | Mohegan Sun Arena                 | Nem volt                         | Ismeretlen      | Ismeretlen    |
| 2014. február 22.    | Atlantic City    | Egyesült Államok | Boardwalk Hall                    | Nem volt                         | 7,789 / 10,018  | $507,157      |
| 2014. február 23.    | Uniondale        | Egyesült Államok | Nassau Veterans Memorial Coliseum | Nem volt                         | Ismeretlen      | Ismeretlen    |
| Ausztrália           |                  |                  |                                   |                                  |                 |               |
| 2014. szeptember 5.  | Perth            | Ausztrália       | Perth Arena                       | Pusha T                          | 12,902 / 12,902 | $1,421,860    |
| 2014. szeptember 7.  | Adelaide         | Ausztrália       | Adelaide Entertainment Centre     | Pusha T                          |                 | Ismeretlen    |
| 2014. szeptember 9.  | Melbourne        | Ausztrália       | Rod Laver Arena                   | Pusha T                          | 22,635 / 22,635 | $2,557,370    |
| 2014. szeptember 10. | Melbourne        | Ausztrália       | Rod Laver Arena                   | Pusha T                          | 22,635 / 22,635 | $2,557,370    |
| 2014. szeptember 12. | Sydney           | Ausztrália       | Qantas Credit Union Arena         | Pusha T                          | 22,159 / 22,159 | $2,426,320    |
| 2014. szeptember 13. | Sydney           | Ausztrália       | Qantas Credit Union Arena         | Pusha T                          | 22,159 / 22,159 | $2,426,320    |
| 2014. szeptember 15. | Brisbane         | Ausztrália       | Brisbane Entertainment Centre     | Pusha T                          | Ismeretlen      | Ismeretlen    |

## Résztvevők

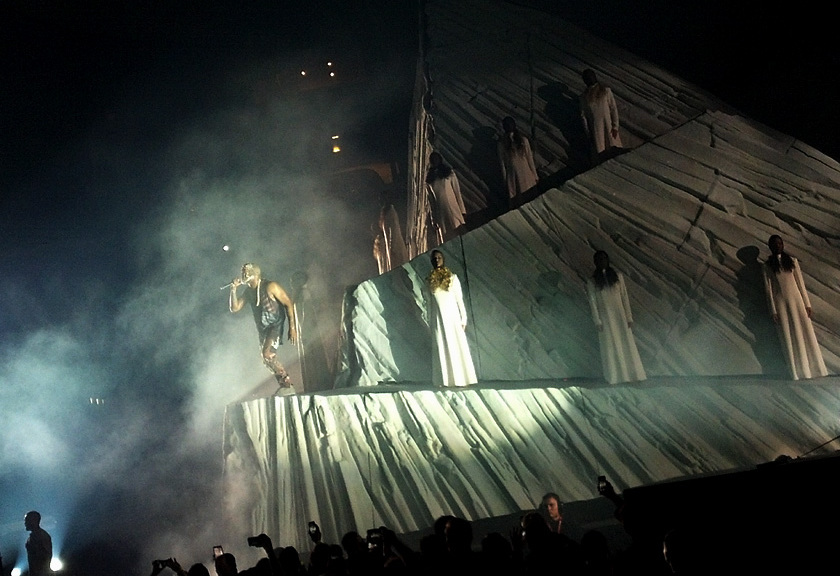
West és 12 táncosa a Mount Yeezuson (Staples Center).

- Mike Dean
- Noah Goldstein
- Che Pope[18]
- Renelou Padora[19]
- Don C[20]
- Elon Rutberg[21]
- Ibn Jasper[22]
- Virgil Abloh[23]
- Vanessa Beecroft
- Izvor Zivkovic[24]
- Matthew Williams[25]
- Alex Rosenberg[26]
- Jerry Lorenzo[27]
- Tracey Mills
- Dan Gieckel
- Mano (turné DJ)
- Ricky Anderson
- Sakiya Sandifer
- Justin Saunders[28]
- Pascal Duvier
- Yemi Akinyemi Dele